# Dulova Ves
Dulova Ves (in ungherese Sósgyülvész) è un comune della Slovacchia facente parte del distretto di Prešov, nella regione omonima.